# لوئیس مولتنی
لوئیس مولتنی (ایتالیایی: Luis Molteni؛ ‏ ۵ نوامبر ۱۹۵۰ – ۲۸ فوریهٔ ۲۰۲۴) بازیگر اهل ایتالیا بود.
از فیلم‌ها یا برنامه‌های تلویزیونی که وی در آن نقش داشته است، می‌توان به مأموران مخفی ویژه، پینوکیو، شبح اپرا، ورق‌باز، راهنمای عشق، مرا ببین، افسانه ۱۹۰۰، جالو، زیبایی خطرناک و گلوله برفی اشاره کرد.